# Cerro Franco
El cerro Franco (en inglés: Mount Oceanite) es una elevación visiblemente cubierta de hielo (probablemente un volcán extinto) cuya altitud es de 915 m s. n. m. Se ubica en el extremo sureste de la isla Jorge, en las islas Sandwich del Sur, más precisamente entre la punta Mathias y la punta Allen, y al este de la bahía Phyllis.

## Historia
El nombre en castellano fue colocado por la Armada Argentina y hace referencia a que «francamente» sirve como punto de ubicación. El nombre en idioma inglés fue aplicado en 1981 por el Comité de Topónimos Antárticos del Reino Unido (UK-APC) haciendo referencia a las lavas oceánicas presentes en esta zona, que no se dan en ninguna otra parte de las islas Sandwich del Sur.
La isla nunca fue habitada ni ocupada, y como el resto de las Sandwich del Sur es reclamada por el Reino Unido que la hace parte del territorio británico de ultramar de las Islas Georgias del Sur y Sandwich del Sur, y por la República Argentina, que la hace parte del departamento Islas del Atlántico Sur dentro de la provincia de Tierra del Fuego, Antártida e Islas del Atlántico Sur.